# اوزجان آلپر
اوزجان آلپر (ترکی استانبولی: Özcan Alper؛ زادهٔ ۱۹۷۵ میلادی) فیلم‌نامه‌نویس و کارگردان فیلم همشین‌تبار اهل ترکیه است. وی از سال ۱۹۹۹ میلادی تاکنون مشغول فعالیت بوده‌است.
از فیلم‌های او می‌توان به پاییز اشاره کرد.